# Neoamerioppia interrogata
Neoamerioppia interrogata är en kvalsterart som först beskrevs av Sandór Mahunka 1976.  Neoamerioppia interrogata ingår i släktet Neoamerioppia och familjen Oppiidae. Inga underarter finns listade i Catalogue of Life.